# Procent składany
Procent składany – sposób oprocentowania wkładu pieniężnego polegający na tym, że odsetki za dany okres oprocentowania są doliczane do wkładu (podlegają kapitalizacji) i w ten sposób „składają się” na zysk wypracowywany w okresie następnym. Zastosowanie reguły procentu składanego daje szybszy wzrost wartości kapitału niż zastosowanie procentu prostego. Im częstsza kapitalizacja, tym kapitał wzrasta szybciej. Przypadek graniczny, w którym odstęp między kapitalizacjami maleje do zera, nosi nazwę kapitalizacji ciągłej.

## Obliczanie procentu składanego
Oznaczenia
- {\displaystyle V_{0}} – kapitał początkowy[1] zwany wartością bieżącą,
- {\displaystyle V} – kapitał końcowy, inaczej: kapitał po {\displaystyle n} latach, wartość przyszła,
- {\displaystyle m} – liczba kapitalizacji w roku lub równoważnie liczba okresów oprocentowania w roku (np. jeśli kapitalizacja odsetek następuje co pół roku, przyjmujemy {\displaystyle m=2;} jeśli kapitalizacja odsetek następuje co kwartał, przyjmujemy {\displaystyle m=4}),
- {\displaystyle n} – liczba lat do zapadalności depozytu. Zakładamy, że długość okresu do zapadalności jest wielokrotnością długości okresów oprocentowania,
- {\displaystyle r} – nominalna roczna stopa procentowa w postaci ułamka dziesiętnego (np. jeśli {\displaystyle r=5\%,} to wstawić należy do poniższych wzorów ułamek dziesiętny {\displaystyle 0{,}05}),
- {\displaystyle e} – liczba Eulera.

### Kapitalizacja roczna
Kapitalizacja następuje tylko raz w roku, czyli {\displaystyle m=1{:}}
{\displaystyle V=V_{0}\cdot \left(1+r\right)^{n}.}

### Kapitalizacja podokresowa
Kapitalizacja następuje częściej niż raz w roku, czyli {\displaystyle m>1{:}}
{\displaystyle V=V_{0}\cdot \left(1+{\frac {r}{m}}\right)^{mn}.}

### Kapitalizacja roczna w warunkach inflacji
Kapitalizacja następuje raz w roku, przy inflacji rocznej i:
{\displaystyle V=V_{0}\cdot \left(1+r'\right)^{n}\;\ \ r'={\frac {r-i}{1+i}}.}
gdzie:
{\displaystyle r'} – realna stopa procentowa.

### Kapitalizacja ciągła
Kapitalizacja następuje nieskończenie wiele razy w roku, czyli {\displaystyle m\to \infty }:
{\displaystyle V=\lim _{m\to \infty }V_{0}\left(1+{\frac {r}{m}}\right)^{mn}=V_{0}\left(\lim _{m\to \infty }\left(1+{\frac {r}{m}}\right)^{m}\right)^{n}=V_{0}\cdot e^{rn}}